# Сидорина, Ирина
Ирина Сидорина (28 мая 1993) — российская футболистка, нападающая.

## Биография
В 2010 году выступала за клуб первого дивизиона России «Ника» (Казань).
В начале 2011 года перешла в «Рязань-ВДВ». Дебютный матч в высшей лиге России сыграла 16 апреля 2011 года против «Измайлово», заменив на 86-й минуте Екатерину Быкову. Всего в 2011 году сыграла 9 матчей в чемпионате России, из них только в одном вышла в стартовом составе. Также играла за «Рязань-м» в первом дивизионе. Во время зимнего перерыва в сезоне 2011/12 покинула команду.
Дальнейшая судьба неизвестна.